# LaSiete

La Siete foi um canal de televisão privado espanhol, que emite em sinal digital e pertence ao grupo Mediaset España. A programação diária, composta por novelas, era destinada ao público feminino. O canal iniciou emissões a 18 de maio de 2009, substituindo o canal Telecinco 2 e encerrou suas atividades no dia 6 de maio de 2014.

## História

### Primeira Fase
Desde a sua criação, o La Siete era composto exclusivamente por reposições de programas da Telecinco e Cuatro tais como Sálvame, Sálvame Deluxe, Mujeres y hombres y vice-versa, Callejeros Callejeros 
Viajeros, Conexión Samanta, Diario de, Hermano mayor, ¡Tú si que vales!, 21 días, Hospital Central ou Hay una cosa que te quiero decir. Também transmitiu reality shows emitidos tanto na Telecinco como na Cuatro, entre os quais se destacaram Gran Hermano, Operação Triunfo, Supervivientes, Acorralados, Las joyas de la corona, El Reencuentro, La Voz, ¡Más que baile!, ¡Mira quién salta! ou Campamento de verano. Para além da redifusão de conteúdos do grupo, este canal também emitiu programas da sua própria produção, tais como Vuélveme loca, por favor, I Love TV, Reporteros e Becari@s 2.0.
Por outro lado, emitiu programas e séries adquiridas a canais internacionais, tais como Rebelde, Camaleones ou Humor amarillo. Para além disso, continuou com a emissão de gags como Agitación + IVA, Vaya semanita ou Vaya tropa, entre outros. Convém também destacar que desde 29 de Dezembro de 2010, devido ao cessar de emissão do canal CNN+, o La Siete emitiu o Telecupón em horário nobre. Porém, após um anó este espaço foi cedido à cadeia pública da RTVE (Radiotelevisão Espanhola).
Por seu lado, em Junho de 2013, o La Siete voltou a apostar na produção própria com o talent show chamado El mánager.

### Segunda Fase
Desde 14 de Fevereiro de 2014 até ao fim das suas emissões, o La Siete ofereceu uma programação composta por telenovelas, a qual era destina ao público feminino. Deste modo, as novelas contemporâneas mais ousadas eram destinadas a mulheres jovens entre 18 aos 35 anos; as novelas de suspense, romance e acção eram destinadas a mulheres entre os 25 aos 45 anos, e os clássicos tradicionais, dramas e séries de época, para mulheres a partir dos 45 anos. Além disso, o canal mudou o seu logotipo para um sete inscrito num coração dourado.